# Herjolfsnæs
Herjolfsnæs, également connu sous les toponymes d'Herjólfsnes, d'Ikigaat, d'Ikigait et d'Østproven, est une ancienne colonie nordique du Groenland ayant fait partie de l'Établissement de l'Est. Le site est localisé à environ 50 km en axe nord-ouest du Cap Farvel. La colonie viking a été fondée par le chef viking Herjulf Bårdsson vers la fin du Xe siècle. Elle aurait été occupée et utilisée sur près de 500 ans. Le sort de ses habitants, comme celui de l'ensemble des autres Groenlandais nordiques, demeure inconnu et non-déterminé. Le port d'Herjolfsnæs, connu sous le nom de Sandhavn, était, durant son utilisation, la principale structure portuaire de l'établissement de l'Est.
Le site viking comporte les vestiges d'une église, une nécropole comprenant 200 sépultures ainsi que les ruines de bâtiments appartenant à une ferme. La nécropole d'Herjolfsnæs, dont les sépultures contiennent des cercueils coffrés, est notamment connue pour avoir délivré plusieurs pièces vestimentaires médiévales relativement bien conservées. La plupart de ces artefacts funéraires ont été découverts et exhumés sous la conduite de l'archéologue danois Poul Nørlund en 1921.
Les fouilles du site d'Herjolfsnæs ont également permis de mettre en évidence un nombre important de croix en bois dont neuf sont gravées d'inscriptions runiques.
Herjolfsnæs était, sur l'ensemble du territoire recouvert par la colonie viking orientale, le domaine nordique situé le plus au sud-est.

## Contexte géographie

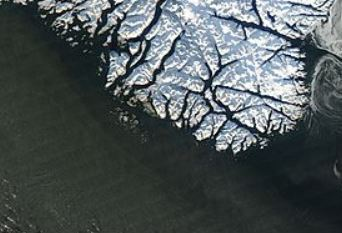
Vue satellite du Groenland, Herjolfsnæs ici au centre, le Cap Farvel à l'extrémité sud.

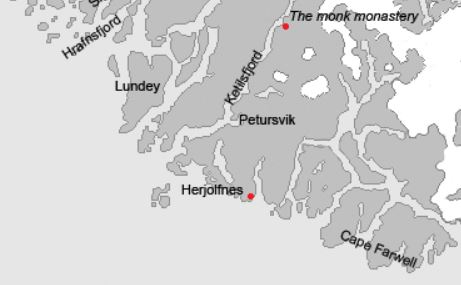
Situation d'Herjolfsnæs dans l'établissement de l'Est.

Herjolfsnæs, établi face à la mer, est localisé sur le littoral sud-ouest du Groenland et fait partie de la municipalité de Kujalleq,. Le site d'Herjolfsnæs trouve son emplacement à environ 50 km en axe nord-ouest du Cap Farvel. Le site, localisé au sud-est de la commune de Nanortalik, est établi à la limite du 60e parallèle nord.
Herjolfsnæs était, sur l'ensemble du territoire recouvert par la colonie viking orientale, le domaine nordique situé le plus au sud et le plus à l'est,.
Le site, correspondant à l'actuel hameau d'Ikigait, est établi sur un promontoire, lui-même situé à l'extrémité ouest d'une petite péninsule,,,,,. Cette péninsule, directement baignée par les eaux de l'océan Atlantique nord, se développe sur environ 5,5 km de long. Le relief du site, à contrario de la partie nord de l'établissement de l'Est mais identique à celui du Cap Farvel, est caractérisé par la présence de massifs de type alpin s'élevant à une altitude maximale de 1 200 m. Au niveau de l'ancienne église nordique et de sa nécropole, le territoire d'Herjolfsnæs, fortement exposé à l'érosion marine, a marqué un retrait de 12 m entre 1840 et 1921,. Le site repose sur une terrasse alluvionnaire.
Le site, et la péninsule sur laquelle il est localisé, sont bordés, au nord, par le fjord d'Amitsuarsuk, ou Amitsuarssuk, un bras de mer anciennement connu sous l'hydronyme d'Herjolfsfjord (en),,,, et qui se développe sur une longueur de 17 miles (soit environ 27,5 km selon un axe nord-nord-ouest. Au sud, le promontoire sur lequel se dresse le site est délimité par le fjord de Narsap Sarqa (ou Narssap Saqqaa). Ce fjord sépare le site d'Herjolfsnæs/Ikigait de la localité de Narsaq Kujalleq (également connue sous le nom de Fredericksthal), située sur l'autre rive. Herjolfsnæs et Narsaq Kujalleq sont distants de 2,5 miles, soit environ 4 km. Juste à l'ouest du promontoire d'Herjolfsnæs se trouve une île, connue sous le nom d'Igdlukasik (ou Illukasik),. Le promontoire et l'île sont séparés par un chenal, l'Igdlukasip Tunua. À environ 3 km en axe ouest d'Herjolfsnæs/Ikigait, sur l'autre rive de l'Herjolfsfjord, se trouve une presqu'île, appelée Maakkarneq,,,,. Sur la côte sud-est de cette presqu'île les vestiges de structures d'époque viking ont été découverts et excavés,,,,. Les investigations archéologiques conduites à Maakkarneq ont permis de confirmer et d'établir que ces vestiges sont ceux de Sandahvn, le port d'Herjolfsnæs,,,,.

## Toponymie

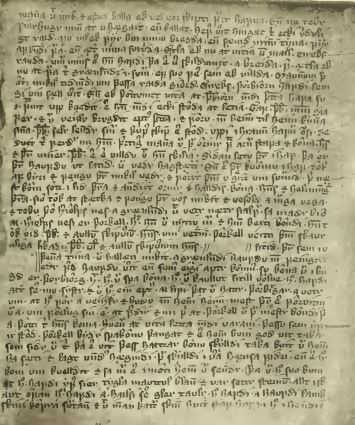
Page du Hauskbók mentionnant Herjolfsnæs.

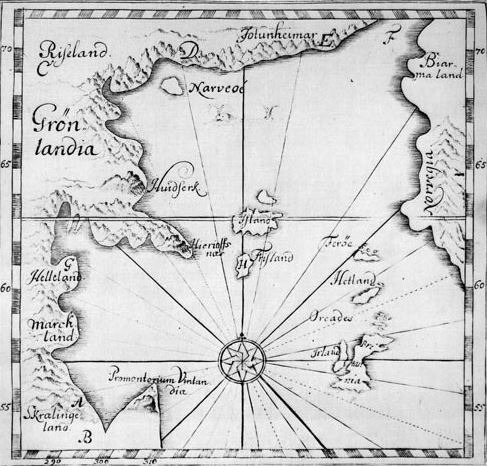
Herjolfsnæs sur la carte de Skálholt.

Le nom du site est mentionné au sein de plusieurs œuvres de la littérature nordique médiévale (manuscrites au cours des XIIe – XIVe siècle) : le Landnámabók, la saga d'Erik le Rouge, l'Hauksbók, le Flateyjarbók et la Grœnlendinga saga,,,,. Vers le milieu du XIVe siècle, Ivar Bardasson, un clerc du diocèse de Nidaros, cite les lieux sous le toponyme d'Herrisoldiznes. Ultérieurement, dans la seconde moitié XVIe siècle, vers 1570, le site est mentionné sur la carte de Skálholt, un document réalisé par Sigurd Stefánsson, un professeur islandais,,,. Le nom d'Herjolsnæs apparaît ensuite sur une carte exécutée par le missionnaire danois Hans Egede, mais le site, comme d'autres anciens établissements vikings, se trouve placé sur la côte orientale du Groenland.
Le toponyme d'Herjolfsnæs (en danois) trouve sa correspondance avec le terme norrois d'Herjólfsnes, mentionné dans la littérature nordique,. Le toponyme norrois du site découle du prénom de son fondateur, Herjulf Bårdsson. Le terme Herjólfsnes peut renvoyer à la notion de "promontoire". Le nom du site est décliné sous les variantes d'Herjolfsnes, en anglais et d'Herjulfsnes, en norvégien. L'hydronyme du Herjolfsfjord correspond au terme norrois Herjólfjörðr.
Le nom de l'établissement donné par les colons danois durant le XIXe siècle se présente sous la forme d'Østproven,,, terme pouvant être décliné sous les variantes d'Östpröven, d'Ostpröven,,.
Le nom actuel des lieux, en langue groenlandaise, se présente sous la forme d'Ikigaat (ancienne orthographie), puis sous celle d'Ikigait (nouvelle orthographie),. Ce toponyme signifierait littéralement « le lieu qui a été détruit (ou brûlé) par le feu »,,,. Néanmoins, pour l'agence danoise de données géographiques (en), les toponymes Ikigaat et Ikigait font référence à la notion de « lieu à petite esplanade ».

## Histoire

### Fondation d'Herjolfsnæs

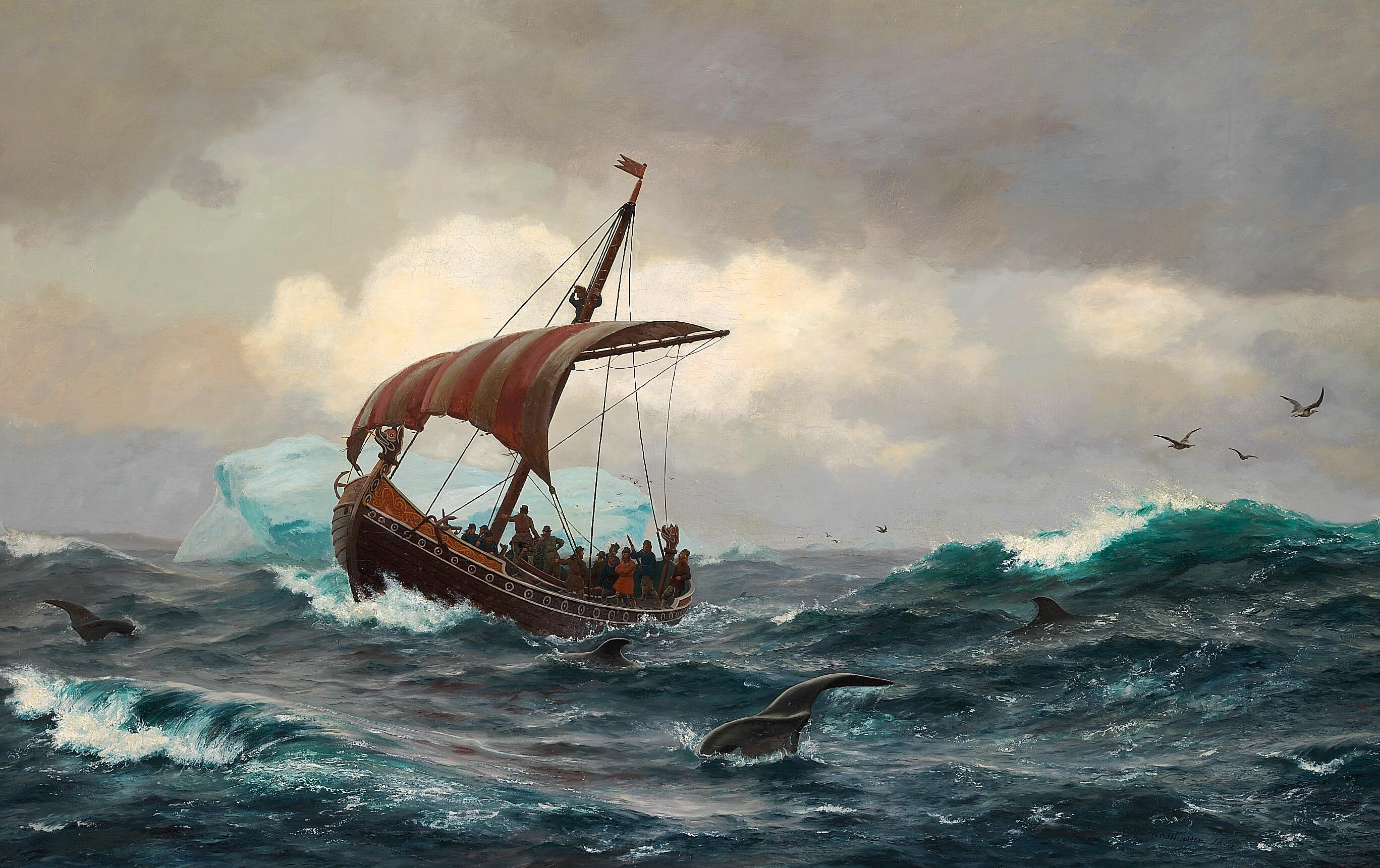
L'été sur la côte du Groenland vers l'an 1000, par Carl Rasmussen.

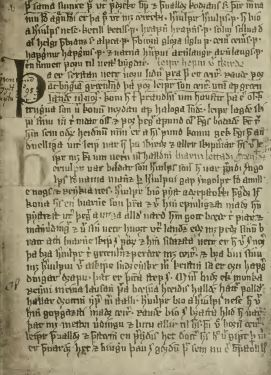
Page de la Saga d'Erik le Rouge mentionnant la fondation d'Herjolfsnæs par Herjólfr Bárðarson.

L'établissement d'Herjolfsnæs a été fondé vers la fin du Xe siècle par le chef viking Herjulf Bårdsson, fils de Bárd Herjólsson et originaire de la région de Reykjanes,,.
Comme l'indique Landnámabók (le Livre de la colonisation), Herjulf Bårdsson était l'un des chefs fondateurs de la colonie nordique au Groenland, et était considéré, selon les textes de la Saga d'Erik le Rouge, comme « un homme de taille considérable ». Il a fait partie de l'exil d'Islande accompagnant Érik le Rouge, qui a mené une expédition de colons embarqués dans 25 navires vers 985,,. Cependant, seuls 14 vaisseaux emmenant de 400 à 500 personnes et plusieurs animaux domestiques — chiens, chevaux, chèvres, moutons, vaches et poulets —, parviennent jusqu'au littoral groenlandais sans échouement. Débarquant sur la côte du sud-ouest du Groenland après avoir parcouru environ 450 milles marins depuis les côtes islandaises, Érik et les autres chefs vikings ont presque tous choisi de s'installer à l'intérieur des terres, ouvertes sur la mer du Labrador, à la tête des fjords où la terre était mieux adaptée à l'agriculture. En revanche, la décision d'Herjólfr de s'établir au fond d'un fjord directement face à l'océan, près de la pointe méridionale du Groenland, suggère que son intention première n'était pas de pratiquer l'agriculture, mais plutôt de fonder le principal port d'escale pour les navires venant d'Islande, de Norvège et plus généralement de l'Europe,,,.
Le domaine d'Herjulf Bårdsson a été établi sur la rive ouest d'un fjord qui porte son nom, l'Herjolfsfjord (en),,,.

### Colonie viking
Herjólfr fait bâtir une ferme. Sandhavn, le port d'Herjolfnses,,,,, par l'intermédiaire de Bjarni Herjólfsson, le fils d'Herjulf Bårdsson, joue un rôle important dans la découverte scandinave des Amériques ainsi que dans les relations commerciales entretenues entre l'établissement de l'Est et le reste de l'Europe,. Durant la période viking, Sandhavn (ou Sandhöfn), le port d'Herjolfsnes mentionné par le clerc norvégien Ívar Bárðarson, devient le principal établissement portuaire groenlandais pour les navires en provenance d'Islande et de Norvège,,,. Outre les islandais et les norvégiens, des commerçants écossais auraient très probablement fait escale dans le port. Les recettes d'Herjolsnes, comme à Hvalsey et Garðar, étaient en partie assurées grâce à l'exportation d'ivoire de morse.
À la mort de son père, Bjarni Herjólfsson dirige à son tour le domaine agricole d'Herjolfsnes,,,. La ferme d'Herjolfsnæs, d'après des recherches effectuées au début des années 2000, pouvait accueillir un cheptel comprenant jusqu'à un maximum de 50 têtes de moutons. En outre, cette ferme, compte tenu de sa position en bordure du littoral atlantique, était probablement mal adaptée pour cultiver des terres de manière pérenne. Le domaine agricole et le port qui lui est associé, bénéficiaient d'un statut de place commerciale et possiblement celui de lieu d'assemblée. À l'époque viking les terres d'Herjolfsnæs étaient très probablement des lieux de chasse, comme en témoignent les nombreuses têtes de harpons qui ont été recueillies sur le site,.
D'après les textes de la Saga d'Erik le Rouge au début du XIe siècle, Guðríður Þorbjarnardóttir, lors de son voyage d'Islande au Groenland, a fait escale à Herjolfsnæs, en raison des intempéries et d'une maladie régnant sur le navire qui embarque l'exploratrice et d'autres passagers. Accueillis par un homme dénommé Thorkel, l'exploratrice scandinave et son père, Thorbjorn, séjourne alors à la ferme d'Herjolfsnæs,,. Il y restent un hiver entier avant de remonter plus au nord de l'île nord-américaine,. À cette époque, les habitants d'Herjolfsnæs pratiquaient encore le paganisme nordique.
Au début du XIIIe siècle, vers l'an 1200, une église est bâtie au sein du domaine nordique,,,,,. À l'instar de l'église de Gardar, l'édifice d'Herjolfsnæs aurait probablement fait l'objet d'un incendie,,. Après 1350, voire au début du XVe siècle, un lieu de rassemblement est érigé dans la colonie d'Herjolfsnæs, à l'instar des établissements de Brattalhid et de Gardar,. Un fragment de vaissellerie de provenance rhénane, datée du XVe siècle et mis en évidence au sein d'une couche stratigraphique antérieure aux fondations de la salle de rassemblement, montre que la structure a été bâtie bien après le début de ce siècle. La  construction d'un lieu d'assemblée aurait été possiblement mue par la nécessité de coordonner les actions des différentes communautés nordiques pour faire face à des pénuries alimentaires ainsi qu'à l'arrivée de populations thuléennes. À sein de l'établissement de l'Est, hormis Herjolfnes, seuls deux autres domaines vikings, Garðar et Hvalsey, comportent un lieu d'assemblée.
Les colons nordiques d'Herjolfsnæs auraient probablement occupé le site jusqu'aux environs de 1450,, voire jusqu'en 1480. Par ailleurs la communauté d'Herjolfsnæs a maintenu des relations avec l'Europe tout au long de la première moitié du XVe siècle.

### Disparition des colons vikings
Aucun document officiel islandais relatif à l'existence d'habitants à Herjolfsnes n'a été recensé entre les années 1520 et 1534. Pour autant, au début des années 1530, l'évêque de Skálholt Ögmundur Pálsson (is), revenant de Norvège sur une mer houleuse, aurait aperçu des personnes en train de conduire leur bétail à Herjolfsnæs,.
Une expédition allemande menée en 1542 au Groenland et partie de Hambourg, ne trouva aucun survivant ni à Herjolfsnæs ni dans les autres établissements vikings,. En regard des analyses effectuées sur les ossements exhumés dans la nécropole attenante à l'église, la disparition des habitants vikings d'Herjolfsnæs pourrait être imputable à un isolement et à des maladies dégénératives. La disparition de la communauté nordique pourrait être également la conséquence d'un phénomène de malnutrition. Un homme, enterré à Herjolfsnæs durant le XVe siècle, mesurait 1,64 m, tandis qu'un autre, mis en bière au début de l'occupation nordique (fin Xe  début  XIe siècle) mesurait, quant à lui, 1,77 m.
En 1924, l'anatomiste Frederick Carl Christian Hansen remarquait que les occupants de l'établissement nordique étaient de petite taille, présentant « peu de force, une faiblesse physique » associées à « états déficients et pathologiques ». Néanmoins, en raison de la forte dégradation des restes osseux, les travaux d'Hansen — les analyses ont porté sur 25 à 26 individus — ont été, au début des années 1940, invalidés.
La dégradation des conditions climatiques, en particulier d'importantes fluctuations de températures, comme l'attestent les diagrammes palynologiques réalisés à partir d'échantillons prélevés dans le couches stratigraphiques du site d'Herjolfsnæs, pourraient également être une cause de la disparition de ses habitants.

### Période thuléenne et colonie inuite
Aux environs d'Herjolfsnæs, la présence de peuples thuléens est attestée dès le XIVe siècle, notamment par les vestiges d'habitats estivaux. La culture thuléenne est représentée sur la presqu'île de Maakarneq — plus particulièrement à Sandhavn — et sur les rives d'Amitsuarsuk,,,,.
Les vestiges mis en évidence dans l'ancien établissement portuaire d'Herjolfsnæs montrent que les peuples thuléens et nordiques ont cohabité et entretenu une « interaction culturelle » à Sandhavn et dans les territoires environnants Herjolfnses,.
Sur le site même d'Herjolfsnæs, des fouilles opérées au début des années 2000 ont permis de révéler des traces de la culture thuléenne datées du XVIe siècle.
L'occupation du site par les populations inuites est attestée dès le XVIIe siècle et montre une continuité au cours du XVIIIe siècle,.

### Époque contemporaine
Les premiers travaux de reconnaissances et de prospections archéologiques sont exécutés en 1828, sous la conduite de l'explorateur et officier Wilhelm August Graah. L'année suivante, le missionnaire J. A. de Fries, entreprend des fouilles sur le site nordique. De Fries confie alors au musée national du Danemark les artefacts collectés sur place.
En 1834, la compagnie du commerce au Groenland (en) fonde un nouvel établissement à Herjolfsnæs. L'établissement, dont la vocation est celle d'une place d’échanges commerciaux, est baptisé sous les noms d'Østproven en danois et d'Ikigaat, en groenlandais,. Ce nouvel établissement, un « avant-poste » de la colonie de Nanortalik, est alors peuplé d'autochtones et de populations groenlandaises venues de l'est de l'île nord-américaine. La population de l'ancienne colonie viking s'élève alors à 18 résidents.

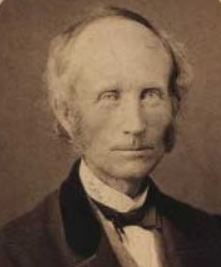
Le géologue Hinrich Rink, topographe du site d'Herjolfnses.

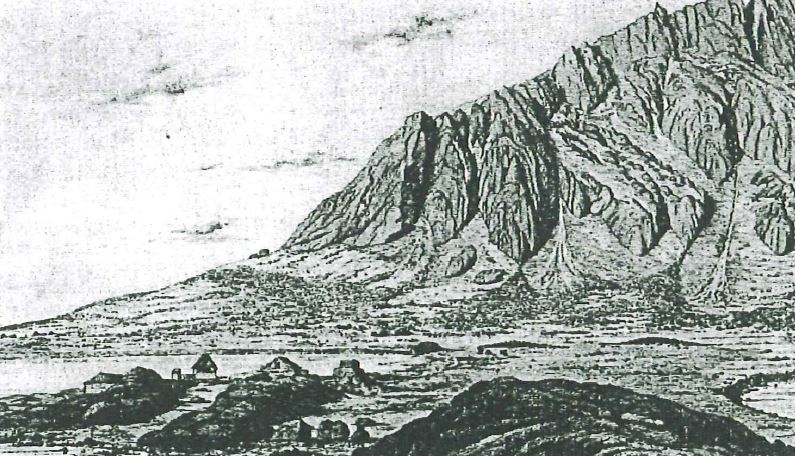
Herjolfsnæs/Østproven dans les années 1855, par l'archéologue et graveur Julius Magnus Petersen.

Dans la première moitié des années 1840, les investigations réalisées au sein des vestiges d'Ikigaat permettent d'identifier ces structures comme étant les restes de l'établissement viking mentionné dans le Flateyjarbók et les textes du clerc norvégien Ívar Bárðarson sous le nom d'Herjolfsnæs,. En date du 3 août 1846, un employé de la compagnie danoise basé à Nanortalik mentionne le passage d'un postier venu acquérir des produits pour les navigateurs passant par Ikigait.
Dans la seconde moitié du XIXe siècle, en 1853, Hinrich Rink réalise des relevés topographiques des vestiges du site viking. En 1855, Ikigaat comptait 37 habitants. Quatre années plus tard, en 1859, la population d'Ikigaat, hameau correspondant à l'ancien établissement d'Herjolfsnes, s'élevait à 11 habitants.

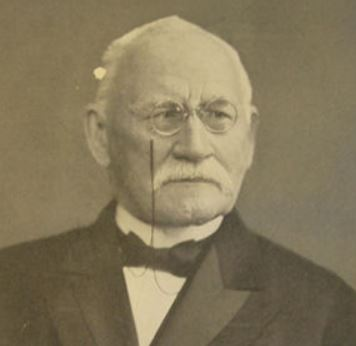
Le philologue Finnur Jónsson, fouilleur sur le site d'Herjolfsnæs en 1921.

En 1877, en raison de la concurrence exercée par l'établissement de Pamialluk (it) (ou Pamagdliuk), fondé en 1848 et situé à 15 km plus au sud-ouest, Ikigait/Østproven n'est plus utilisée comme lieu d'échanges commerciaux,. En 1880, puis en 1900, c'est au tour de Gustav Holm et de Gustav Meldorf de pratiquer des fouilles et des excavations sur le site. Meldorf met en évidence des cercueils et exhume des ossements humains dont il fait une expertise ostéo-médicale,.
Jusqu'en 1909, quelques habitants occupent encore le territoire d'Ikigaat,. La colonie est ensuite abandonnée. En 1921, en raison de la montée du niveau de la mer — les eaux atteignent alors quasiment les vestiges de l'église —, la « direction des recherches géologiques et géographiques du Groenland » organise une opération de sauvetage. Poul Nørlund conduit le chantier d'excavation,,. L'archéologue danois et son équipe, qui comprend alors Frederick Carl Christian Hansen et Finnur Jónsson, mettent au jour des sépultures et des vestiges structures d'époque viking,. D'autres travaux archéologiques sont exécutés en 1968.
En 1959, Samuel Simonsen, un fermier et pêcheur, vient s'installer à Ikigait. L'établissement groenlandais est à nouveau occupé jusqu'à la mort de Simonsen, en 1972.

## Vestiges

### Vue d'ensemble

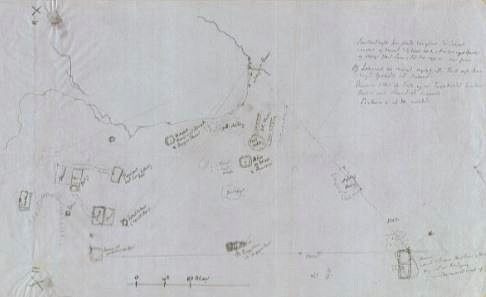
Plan des vestiges d'Herjolfsnes dressé par Heinrich Rink en 1853.

Les premières fouilles conduites sur le site d'Herjolfsnes, répertorié Ø 111,, sont conduites en 1830 par l'archéologue deFries. D'autres investigations sont menées en 1853 par le géographe et géologue danois Hinrich Rink (en). Rink élabore un plan des vestiges dans les années 1850. Les fouilles de la première moitié du XIXe siècle sont suivies par une campagne de reconnaissances et d'investigations entreprises par Gustav Holm en 1880.
Dans le premier quart du XXe siècle, en 1921, l'archéologue danois Poul Nørlund opère un vaste chantier d'excavation. Les fouilles réalisées sur le site Ø 111 ont permis de mettre en évidence les vestiges d'une église d'époque nordique associée à un aître, ainsi que les ruines de bâtiments appartenant à une ferme. Un total de dix vestiges ont prospectés, excavés et fouillés,.

### L'église

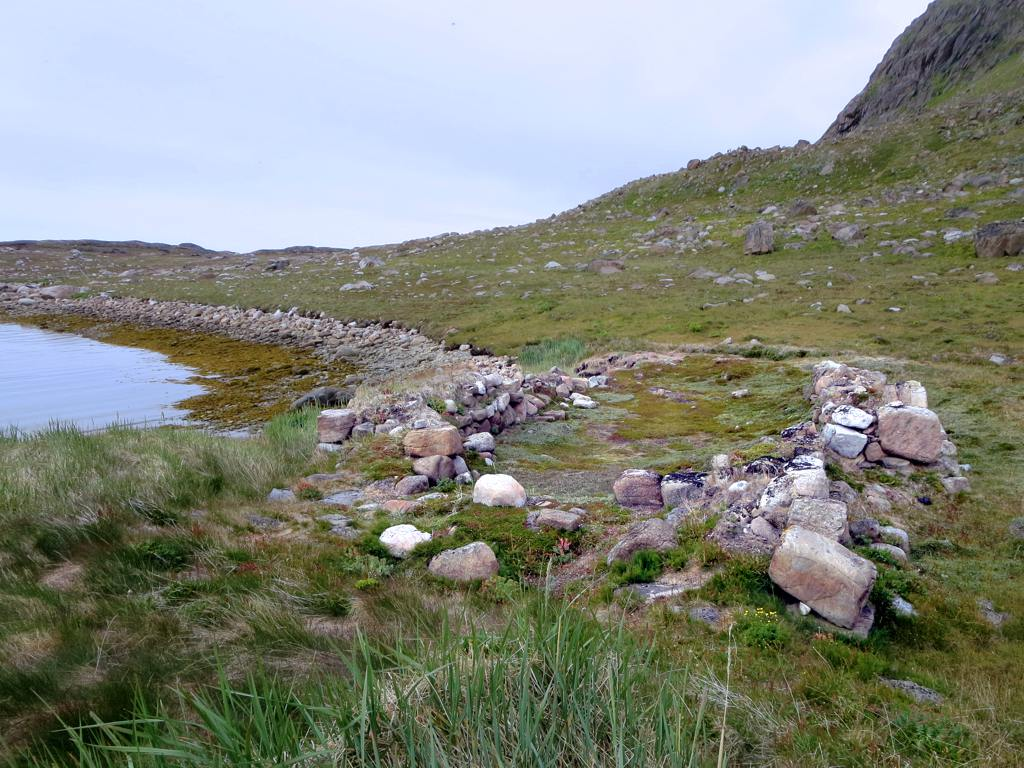
Vestiges de l'église d'Herjolfsnæs.

La situation topographique de l'église d'Herjolfsnæs présente une particularité. Alors que les autres églises de l'établissement de l'Est — celles de Brattahlid, de Garðar, Hvalsey et de Vatnahverfi — se trouvent à la tête de fjords, le monument d'Herjolfsnæs est placé sur le littoral,,.
Les murs de l'église sont soigneusement appareillés de pierres et de tourbe,. Les murs de l'église devaient également comprendre des éléments d'architecture en bois. Les soubassements de l'édifice, seuls vestiges encore visibles, sont construits en pierres granitiques,.
Le bâtiment, de style roman, s'étend sur une longueur de 17,5 m pour une largeur de 10 m,,, sa surface totale étant inférieure aux églises de Brattalhid et de Gardhar. L'édifice se révèle néanmoins l'une des plus vastes églises de l'établissement de l'Est et la superficie de son vaisseau dépasse d'environ 20 m2 celle de Havsley. À l'intérieur, l'église dispose d'un espace qui s'étend sur 14,5 m de long pour un maximum de 6,5 m de large.
Les structures de l'église consistent en une simple nef présentant un plan rectangulaire et mesurant 6,5 m de large,. Dans sa seconde phase, l'extrémité orientale de la nef a été adjointe d'une chœur étroit affectant la forme d'un trapèze irrégulier et mesurant 4,3 m de large,,,. Cette partie de l'édifice est ceinte d'un chevet plat,,. Après l'abandon de l'édifice, le chœur et les restes du chevet ont été recouverts par les herbes et l'humus. L'entrée de l'église est aménagée sur la côté nord de la nef. Cet accès a été obstrué durant la dernière phase d'utilisation du bâtiment. Dans l'un des angles du bâtiment, le sol est recouvert d'un pavage. Le sol de l'église, à l'époque de son utilisation, devait être probablement entièrement revêtu de dalles en ardoise (sorte de lauzes). Lors de leur mise au jour, les murs de l'église ont été retrouvés dans un état de forte dégradation. Ce processus de dégradation a été essentiellement causé par une érosion marine,.
La construction de l'église est datée du XIIIe siècle, ou, plus précisément, au tournant du XIIe  et du  XIIIe siècle, aux environs de l'an 1200,,,,. Aucune structure provenant d'un bâtiment antérieur à l'église n'a été identifiée. Cependant, deux sépultures ont été découvertes dans les substructions des parties ouest et est du bâtiment. Ces tombes datent très probablement d'une époque antérieure à celle de la construction de l'église. Compte tenu des datations radiocarbones des restes humains et des éléments vestimentaires exhumés dans l'aître de l'église, les archéologues estiment que le bâtiment a très probablement fait l'objet d'une continuité d'utilisation au cours du premier quart du XVe siècle.

### La nécropole

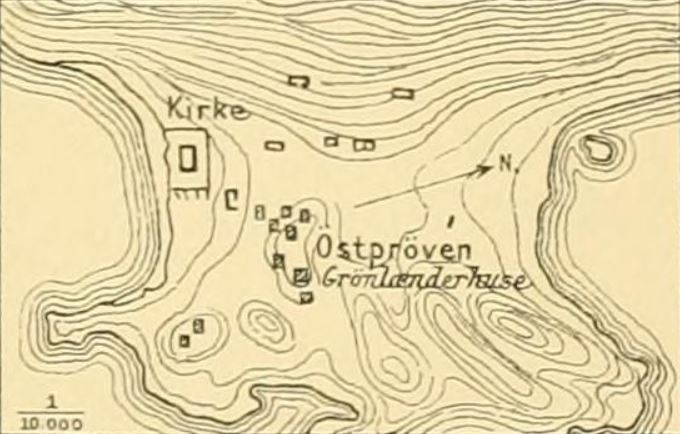
Plan de situation des vestiges du site Ø 111.

La nécropole attenant au monument religieux se déploie d'est en ouest sur une longueur d'environ 30 m. La limite sud du cimetière viking peut être identifiée par la présence d'un remblai érodé par les eaux océaniques. La nécropole présente un plan au sol de forme circulaire et entoure l'église de part et d'autre.
La nécropole a délivré un nombre total de 200 sépultures dont 110 à 120 ont été exhumées lors des travaux d'excavation de 1921. Ces 200 tombes, étroitement regroupées, ont été mis en évidence au sein de trois à quatre étages stratigraphiques et à une profondeur comprise entre 40 et 130 cm. La présence du pergélisol au sein des niveaux stratigraphiques a permis au matériel archéologique de la nécropole d'être conservé sur une période d'environ 600 ans,.
Les restes de défunts reposent dans des cercueils pour certains, ou dans des vêtements qui leur servent de linceul et, dans ce cas, mis en bière en pleine terre,. Sur l'ensemble de ces tombes, une trentaine de cercueils ont été mis au jour,. La faible proportion de sépultures comportant des coffres funéraires pourrait indiquer une pénurie en bois durant l'époque d'utilisation de la nécropole. Les défunts sont régulièrement disposés en posture horizontale.
Deux sépultures ont été découvertes dans les vestiges de l'église. L'une des deux sépultures, appelée la « tombe de Gudveg », se trouve contigüe au mur nord de la nef de l'église. Cette tombe comportait, lors de son excavation, un cercueil contenant une croix en bois et un bâton gravé de runes. Aucun reste humain n'y a été incorporé. La tombe dite de Gudveg se révèle faire office de cénotaphe. La seconde sépulture de l'église contenait, parmi son mobilier, une petite boîte de forme ovale, aux parois confectionnées en os de baleine et à la base conçue en bois de pin,. Ce coffre, disposé sous la tête de la personne défunte, contenait, lors de son exhumation, des ossements de morses et de narvals,. Ces ossements sont très probablement les restes d'aliments destinés à « accompagner la personne décédée ». Associées au coffret et aux ossements humains, le mobilier compte également une dague ainsi qu'une amulette fabriquée dans de la dent d'ours. Ce type de pratique funéraire s'est révélé non imparti à un contexte de rituel chrétien et ce type de mobilier funéraire se retrouve fréquemment au sein de sites archéologiques thuléens. La présence de ces artefacts mortuaires et les modalités funéraires caractérisant cette sépulture au sein d'une église chrétienne n'ont pas été déterminés.
Les artefacts recueillis au sein des tombes, notamment les éléments vestimentaires, ont permis d'établir, via datation au 14C, que la nécropole a été utilisée sur une période recouvrant les XIIe – XVe siècle. Pour autant, une sépulture, contenant trois restes humains (ceux de deux femmes et d'un enfant), montrent que les étoffes qui leur sont associées se trouvent être plus récentes de 250 à 430 années. Concernant ce cas, pour les chercheurs ayant effectué ces observations, il existe un biais entre les datations des ossements des défunts et celles des vêtements qui leur sont adjoints.
| Numéro d'identification | Type de (Nature du) matériel analysé                     | Âge calibré | Plage de datation obtenue par rapport isotopique δ13C |
| IV/KAL1106              | Os d'un individu âgé de 10 à 15 ans (sexe non-identifié) | 1430        | 1407-1147                                             |
| D10606                  | Habit                                                    | 1410        | 1330-1428                                             |
| XVIII/KAL906            | Os de femme âgée de 20 à 25 ans                          | 1418        | 1329-1456                                             |
| Dl0605                  | Habit                                                    | 1434        | 1419-1445                                             |
| I/KAL 1105              | Os de femme âgée de 45 à 50 ans                          | 1437        | 1413-1467                                             |
| Dl0581                  | Habit                                                    | 1434        | 1413-1449                                             |
| D106l2                  | Chapeau bourguignon                                      | 1300        | 1280-1380                                             |
| D10594                  | Robe                                                     | 1305-1375   | 1295-1395                                             |
| ----------------------- | -------------------------------------------------------- | ----------- | ----------------------------------------------------- |

### La stèle gravée

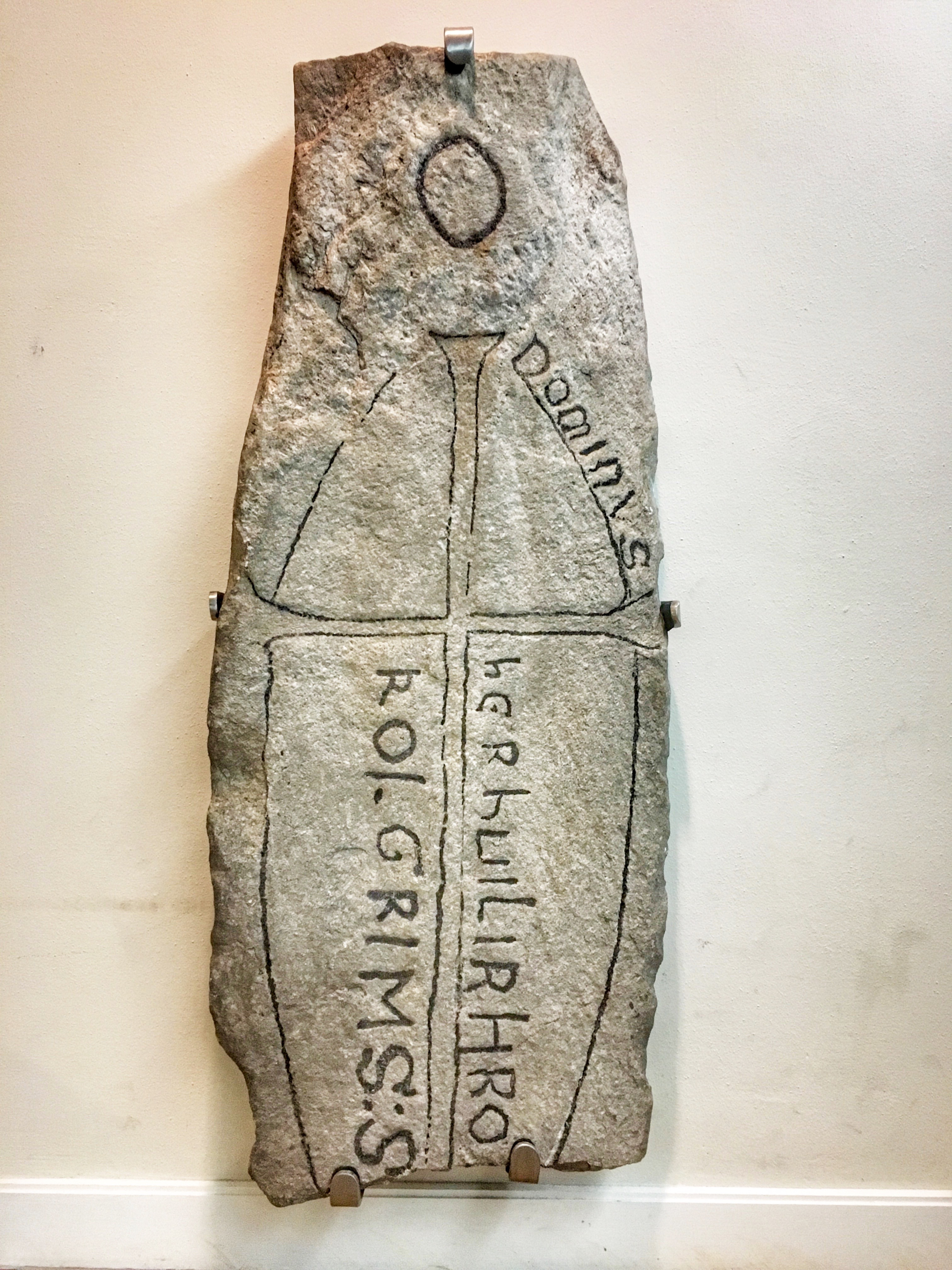
Pierre granitique gravée découverte à Herjolfsnæs au début du XXe siècle,.

Une stèle, une pierre granitique appelée « pierre d’Ikigeit », a été mise en évidence au sein de la nécropole d'Herjolfsnæs au début des années 1830 par la Société royale des antiquaires du Nord (da),. Après avoir servi de stèle funéraire, le bloc granitique fait l'objet d'un remploi pour la construction d'une habitation,,. Le monument funéraire mesure 114 cm de haut pour 48 cm de large et 14 cm d'épaisseur. Cette pièce monolithique porte une épitaphe formée de lettres romaines majuscules. L'ensemble des caractères gravés sont entourés d'un cadre également incisé et de forme ovale. Une croix gravée, dont les branches sont délimitées par le cadre, sépare l'inscription funéraire en deux parties. Le texte de l'inscription est le suivant :

« h ER: hUILIR: HROaldr : KOLGRIMS:SON »

— Carl Christian Rafn, 1843 p. 3.
Pour l'archéologue et philologue danois Carl Christian Rafn, ces termes se traduisent littéralement par :

« ci-gît Roald (ou Roar), fils de Kolgrim »

— Carl Christian Rafn, 1843, p. 3.
 Cependant, pour Niels Lynnerup, comme pour Hinrich Rink, le terme « HROaldr », nom du défunt, se traduit par Hroar,.
La pierre d'Ikigeit/Ikgait est gravée d'une seconde inscription funéraire. Les lettres romaines « IDVS » sont les seuls caractères lisibles de cette deuxième épitaphe,.

### Vestiges de la ferme
La ferme comporte neuf ruines de structures dont celles d'une maison d'habitation, d'un complexe agricole, de deux entrepôts, d'un abri sous roche et d'une digue. À ces six structures s'ajoute trois vestiges de bâtiments non-identifiés.

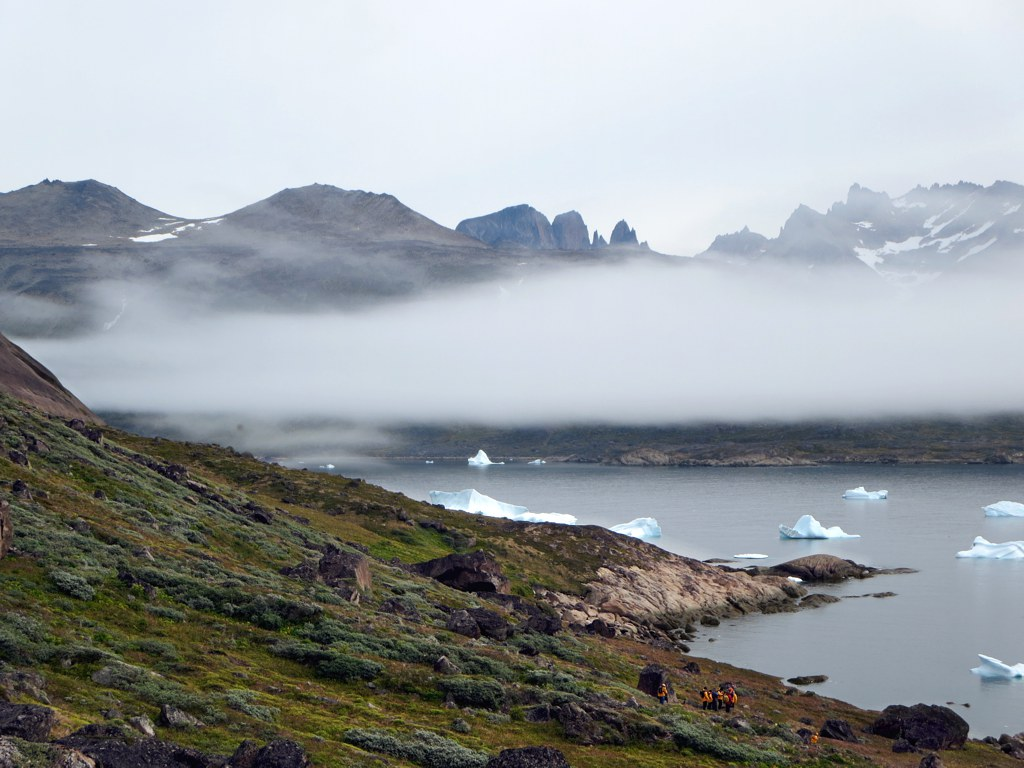
Panorama du site d'Herjolfsnæs vu du côté ouest.

Les vestiges de la maison (« ruine no 2 ») ont été excavés en 1840 puis en 1921. L'habitat dispose de trois pièces. Deux d'entre elles ont fait l'objet de fouilles et ont été identifiées. La vocation de la troisième pièce, une dépendance, adjointe en extension des deux autres, n'a pas été déterminée. La majeure partie des murs de l'habitation sont appareillés de pierres alternés par des rangées de briques faites en tourbe. La pièce située à l'extrémité ouest de la maison, dont la construction diffère du reste du bâtiment, est soigneusement appareillée de pierres taillées associées à des briques d'argile. Elle s'étend sur 11 m de long et mesure 5,75 m de large. La pièce est pourvue d'un sol pavé au moyen de dalles en ardoise. L'accès de cette salle se trouve dans le prolongement de la dépendance. Les fouilles de la pièce ont permis de recueillir des quenouilles et des pesons. La présence de ces artefacts suggère que cette pièce était très probablement destinée à servir de salle de réception, de « banquet », ou encore de rassemblement,,. La construction de la salle de réception date très probablement d'une époque postérieure à 1350. Un fragment de poterie de provenance rhénane et fabriquée en grès a été également collecté sur le sol de la salle de réception. La présence artefact met en évidence que la pièce a été utilisée jusqu'au cours du XVe siècle.
Les vestiges de la structure multifonctionnelle (« ruines no 3 ») sont situés au nord de la maison. Cette structure comporte deux salles : la première est une grange et la deuxième a pour vocation de servir d'étable. Ce complexe, en partie excavée durant la campagne de 1840, se déploie sur près de 25 m de long. La pièce la plus vaste, qui est aménagée d'une entrée sur sa façade sud, s'étend sur 13 m. Le bâtiment présente un appareillage composé de pierre et de briques de tourbes disposées en rang. Après avoir été utilisé comme étable et grange à l'époque nordique, ce complexe est postérieurement remanié et réaménagé en quartiers d'habitation par des résidents inuits. Des artefacts, recueillis au sein du complexe, montrent que cette structure a été utilisée jusqu'au cours des XVIIe et XVIIIe siècles.
Les vestiges des deux entrepôts, (les ruines no 4 et no 5), mesurent respectivement 10 × 2,25 m et 9 × 4 m. Les deux bâtiments sont, l'un comme l'autre, uniquement constitués de pierres. La vocation de la structure no 5 pourrait être plus spécifiquement celle d'une skemma, une sorte d'office ou de réserve nordique.
Les bâtiments no 6 et no 7, mesurent pour l'un 17 m de long sur 6 m de large et pour l'autre 11 m de long sur 6 m de large. Les structures, dont les destinations n'ont pas été déterminées, sont construites au moyen de pierres et de tourbe.
La structure no 8, est une digue conçue en pierre et en tourbe. Ce remblai longitudinal se développe sur une longueur d'environ 140 m. La structure répertoriée no 9 se présente comme un abri sous roche destiné à parquer les chêvres et les moutons.
La structure no 10, un bâtiment dont la vocation n'a pas été déterminée, s'étend sur une longueur de 13 m pour une largeur de 5 m. L'édifice, construit au moyen de pierres et de tourbe, est aménagé d'un accès sur sa face sud et comporte deux pièces.
La vocation de la ferme d'Herjolfsnæs était celle d'un lieu d'échanges commerciaux,. À contrario des fermes de Brattahild et de Gardar, le domaine agricole d'Herjolfsnæs ne semble pas avoir été un lieu d'« assemblée ». Aucune source littéraire ni preuve matérielle directe (au sens archéologique du terme) n'ont permis de confirmer un statut de place de rassemblement pour Herjolfsnæs. Pour autant, la situation topographique de la ferme — le long de la côte —, sa vocation de place commerciale et de premier site d'escale pour les navires venant d'Europe, suggèrent que la ferme d'Herjolsnæs pourrait avoir été un lieu au sein duquel se sont tenues des assemblées,.

### Hangar à bateaux
En bordure de littoral, situés de l'autre côté du promontoire et distant d'environ 300 m en axe nord-est de l'église, les vestiges d'un hangar à bateaux (un naust) ont été mis en évidence. Le hangar à bateau présente un plan au sol de forme ellipsoïdale. Les soubassements du bâtiment sont construits au moyen de blocs de pierre et des briques faites en tourbe sur lesquels reposent des poutres en bois. Son utilisation est datée, à maxima, aux environs de 1500. La stratigraphie comporte des couches de résidus charbonneux et de cendres,. Les fouilles ont également permis de mettre en évidence des artefacts d'industrie sidérurgique dont des scories, des moules destinés à concevoir des objets en bronze et des fragments de minerai de fer. Les artéfacts sont dispersés sur une surface totale de 4 000 m2. Ce matériel, issu d'un atelier de forge d'époque nordique, tend à corroborer le statut d'importance du site durant cette même période.
À quelques mètres à l'ouest du hangar, les restes d'un navire ont été identifiés. Le bateau mesure 2,8 m de large. L'un des fragments de coque fait 5,5 m de long. Ces éléments matériels viennent confirmer la fonction maritime du site.

### Vestiges de Sandhavn
Le site de Sandhavn, qui consiste en trois zones de fouilles (Ø 221, Ø 221a et Ø 221b), inclut un total de 70 vestiges. Sandhavn, situé sur la presqu'île de Maakkarneq, a été identifié de manière définitive en 1970 par l'archéologue Ove Bak. L'ancien port d'Herjolfsnæs comporte les ruines d'une ferme et de structures portuaires nordiques ainsi que les vestiges de maisons thuléennes,. En l'état, les excavation pratiquées sur le site ont permis d'établir que Sandhavn disposait également de canaux d'irrigation datés des XIe et XIIe siècles.
Compte tenu de sa stratigraphie, les premières utilisations du site sont attestées, au plus tôt, vers le milieu du XIe siècle.
Le vestige no 1 est bâtiment nordique destiné à l'entreposage de produits — possiblement des biens d'importation et d'exportation. Le bâtiment mesure environ 8,75 m de long sur 4,85 m de large. Les murs, fait de pierres amalgamées à de la tourbe, mesurent un mètre de large et sont arasés à une hauteur faisant également un mètre. Le vestige no 1a est une habitation thuléenne saisonnière (estivale) dont l'armature est construite au moyen de poteaux en bois et la base bâtie avec des pierres. Les cloisons de l'habitat mesurent 70 cm d'épaisseur. Le pourtour de l'habitat se déploie sur 6,6 m de long pour 3,4 m de large. Le vestige 1c, un habitat d'été eskimo, présente un plan au sol rectangulaire d'une surface de 5,1 × 3 m. Le vestige inventorié no 2, est un bâtiment nordique construit avec des briques de tourbe et des blocs de pierre. La structure mesure 5,5 m de long pour 4,9 m de large. Sa destination est d'un logis, possiblement doublée d'une remise. Une sépulture thuléenne a été creusée au centre du bâtiment. Le vestige inventorié no 6 est un habitat thuléen daté des XIIIe et XIVe siècles et érigé au sein même d'une ferme nordique. Cette structure comporte très probablement des éléments issus d'un amas coquillier d'époque viking.

## Artefacts

### Croix en bois

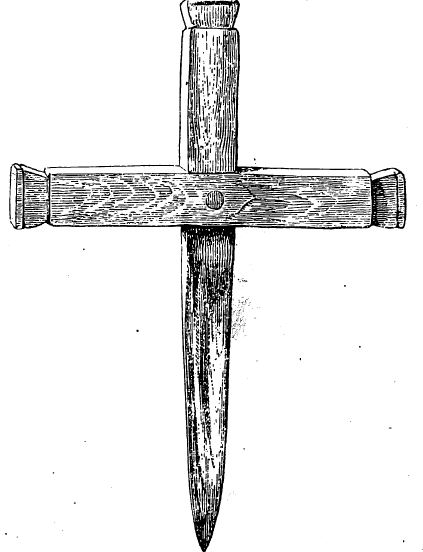
Croix en bois retrouvée dans la nécropole d'Herjolfsnæs.

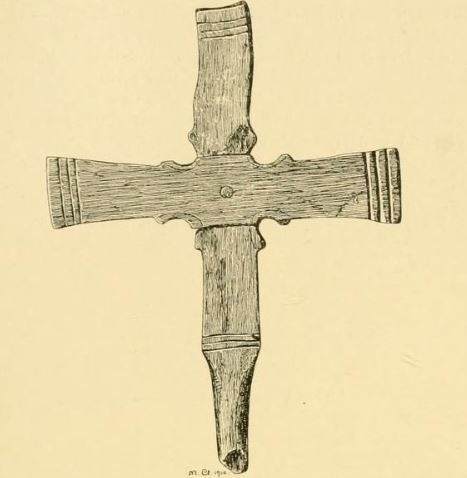
Crucifix en bois mis au jour à Herjolfsnæs.

Près de la moitié des sépultures contenaient, lors de leur excavation, une petite croix en bois semblable à celle provenant d'un cercueil découvert au sein de la cathédrale de Nidaros, dans la ville de Trondheim. Cette forte ressemblance pourrait être corrélée avec l'influence (religieuse et commerciale) qu'exerçait l'archidiocèse de Nidaros au Groenland au cours du XIIIe siècle.
Les crucifix du cimetière d'Herjolfsnæs sont régulièrement disposées sur les poitrines des personnes défuntes et insérées dans leurs mains. Poul Nördlund estime qu'une partie de ces croix ont une vocation processionnelle ou dévotionnel. Dans ce cadre, l'archéologue suggère que la déposition de ces croix en bois s'inscrit dans le processus de rite funéraire.
Les artefacts funéraires peuvent être également des variantes des « croix d'absolution » fabriquées en plomb, objets employé lors de cérémonies funéraires en Angleterre et en France au cours du Moyen Âge.
Un nombre important de crucifix présentent un motif incisé en forme de demi-cercle. Le décor semi-circulaire se trouve régulièrement placé à l'intersection de la croix. Pour Poul Nørlund, ce type de motif, dit « celtique », met en évidence les contacts culturels ayant existé entre la communauté viking d'Herjolfsnæs et des groupes originaires des îles Britanniques, et plus particulièrement d'Écosse et d'Irlande, régions où se trouvent des stèles portant une marque identique.
Enfin de 50 croix en bois mise en évidence dans la nécropole ne portaient pas d'inscriptions runiques. Cependant, leur fonction se révèle être la même que les croix gravées de termes runiques, autrement dit celle de « protéger » les défunts.

### Objets portant une inscription runique

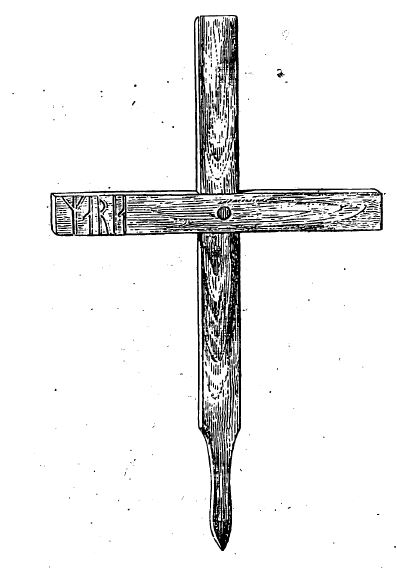
Croix en bois nordique découverte sur le site d'Herjolfsnæs au XIXe siècle.

Dix artefacts portant des inscriptions runiques ont été mis en évidence sur le site archéologique Ø 111 d'Herjolfsnæs,.
La première inscription, répertoriée sous le numéro d'inventaire GR 6, est gravée sur une croix en bois. Le texte de l'inscription a été translittéré par le terme "Maria",,. Le texte est gravé sur l'extrémité gauche de la croix. Chaque lettre s'étend sur une hauteur de 1,8 cm.
Le second objet runique est également une croix faite en bois. Le texte de l'inscription, répertoriée sous numéro le numéro d'inventaire GR 7, est translittéré par le terme maia, donnant en norrois, le mot María et se traduit par Marie,.

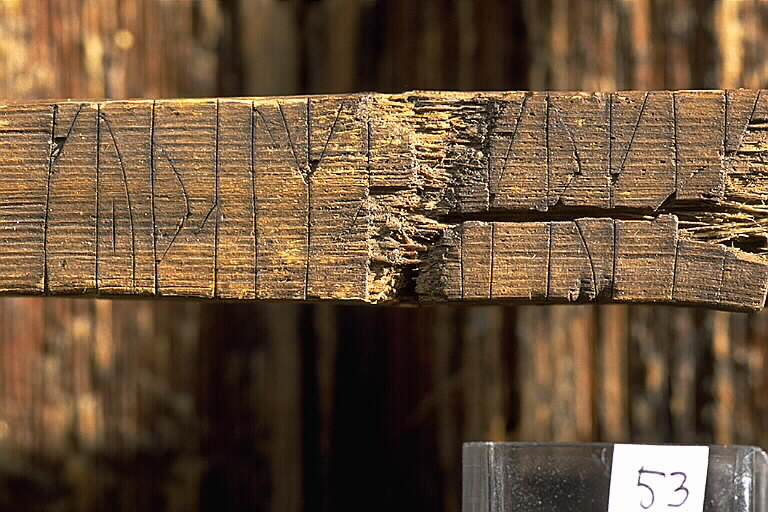
Détail la troisième inscription runique.

Le troisième artefact runique, une croix en bois est gravé d'un texte gravé sur la section verticale de la pièce. Les caractères runiques mesurent chacun 20 mm de haut et sont soigneusement formés. Le texte de l'inscription est translittéré de la manière suivante : « kYþ almat(i)kr kæ kYþliba=r ¶ uæl ». En vieux norrois, l'inscription GR 8 signifie les termes : « Guð almáttigr gæ[ti] Guðleifar vel ». Ce texte se traduit littéralement par : « Dieu Tout-Puissant, protèges bien Guðleifr »,,. Pour Finnur Jósnsson cette inscription renvoie sans aucun doute possible à la prière d'un homme (Gudveig) afin d'assurer son salut spirituel. Le linguiste remarque également le premier terme ("Dieu") se prononce "Goð" et non "Guð", montrant ainsi que l'inscription est à assigner pour la fin du XIIIe siècle. Les branches, plutôt courtes, formant les runes  (ei) et « ᚢ » (u), en futhark récent, viennent corroborer cette estimation.
La quatrième inscription, numéro d'inventaire GR9, porte des runes translittérées par les caractères : « þurlibr ÷ kor¶þi krYs t=ana ¶ til| |lu=fs o=k (t)=yr=ku=n(a)(r) ¶ kYþi o=lmokku¶m ». Ces mots donnent, en vieux norrois les termes « Þórleifr gerði kross þenna til lofs ok dýrkunar Guði almátkum », texte qui signifie : « Thorleifr a fabriqué cette croix pour louer et vénérer Dieu tout-puissant »,,. Le texte est séparé en deux parties : la première partie figure sur la section verticale de la croix et la seconde sur la section horizontale. Les runes sont soigneusement gravées. Chacune d'entre elles mesurent 2 cm de hauteur.
L'inscription runique GR 10, gravée sur une croix en bois, est translittérée par maia, et se traduit par "Marie",.
La sixième inscription runiques (numéro d'inventaire GR 11) est translittérée par le texte suivant : ma=ria : « mika(l) ¶ a mik br(i)kil ¶ torir ». En vieux norrois ce texte est transcrit par « María, Mikjáll á mik, Brigit(?). Þórir » et se traduit par : « Mary, Mikjáll ! J'appartient à Brakil/Brigit. Thórir. »,.
La septième inscription (GR 12) se translittère de la manière suivante : « (P)maa=(l) ikla tet=rakram=a esus so(a)i(a) o=nlote Pater ksra(t)o=n filii ¶ (i)(o)¶ia(i) ». Elle est transcrite en vieux norrois par les termes « [...] agla tetragramma[ton] Jesus soter(?) [...] pater arethon(?) filii/fili[us] [...] ». Ce texte peut se traduire par : « Agla Tetragrammaton, Jésus, sauveur, fils de Dieu »,,.
La 8e inscription (numéro d'inventaire GR 13) est translittérée ainsi : « ma=ria : ilYihi-- ¶ iY i(Y)a=nis fa=þi(i)(r) ¶ (-)isu tius (*) mius ilYi ¶ Yk sunr Yk anti ». En vieux norrois, ces signes se transcrivent par « María, Eloihi[m], Jó[hannes] Jóhannes faðir [J]esus deus meus Eloi ok sonr ok andi », texte signifiant : « Marie, Elohim, Jean, Jean, père, Jésus, mon dieu, Eloi, et le fils et l'esprit »,.

Le neuvième objet runique, une croix en bois, porte une inscription translittérée par les signes : 

« (*) isus * kristr (*) (h)ialbi ¶ -ristus (n)atus ist nubis »

— Olsen, 1949.
 L'ensemble est transcrit par les termes latinisés : « "Jesus "Kristr hjalpi. "[Ch]ristus natus est nobis ». Ces mots nordiques signifient littéralement « Que Jésus Christ nous aide. Christ est né pour nous. »,,.

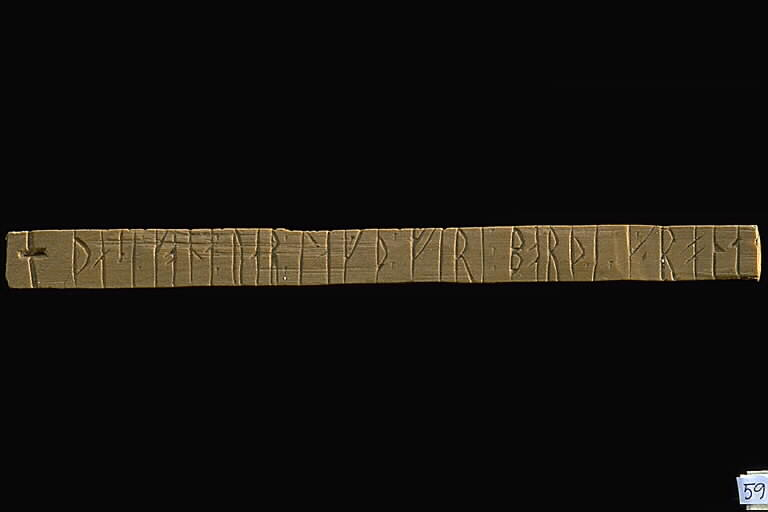
Copie de l'artefact retrouvé dans la « tombe de Gudveig ».

Enfin, le dixième artefact, un bâton en bois de forme parallélépipédique, porte une inscription translittérée par les caractères suivants : 

« + þæsi : kona : uar : lagþ ÷ firi : borþ : i : grøna¶laz : haf(e) : ær : guþu(e)h : het »

— Olsen, 1949
, donnant, en vieux norrois la phrase : « Þessi kona var lagð fyrir borð í "Grœnalands hafi, er "Guðveig hét ». Cette phrase signifie : « Cette femme, qui s'appelait Guðveig, était passée par-dessus bord noyée dans la mer du Groenland »,,,. Cette inscription est datée aux environs de l'an 1300. La pièce a été exhumée d'un cercueil, retrouvé dans l'église d'Herjolfsnæs,. Le texte de l'inscription est divisé en deux parties, chacune apparaissant sur deux des tranches du bâton. La première section du texte comporte des caractères mesurant 1,5 cm de haut. Les lettres de la section se déploient, quant à elles, sur une hauteur de dix millimètres. En outre, compte tenu de la présence de la rune  sous sa variante avec épi inversé, Finnur Jónsson estime que l'inscription date, au plus tôt, aux environs de 1300.

### Vêtements médiévaux
Les fouilles conduites dans la nécropole d'Herjolsnæs ont permis de retrouver six bas de chausse fabriqués en laine — dont certains tricotés —, des basques, des capes, cinq chapeaux, plus de trente robes et 17 vêtements à capuchon, dont une quinzaine de chaperons,. Pour autant, aucune tenue vestimentaire complète n'a été découverte. Après leur mise au jour, les étoffes, afin de les maintenir dans un bon état de conservation, ont fait l'objet d'un traitement à base de béticol, un collagène d'origine animale,,. Les plus récents vêtements sont datés aux environs de 1500. Les études et analyses de ces pièces montrent que les habitants d'Herjolsnæs suivaient les modes vestimentaires des européens — anglaises, italiennes, bourguignonnes, flamandes, françaises et norvégiennes. Ce processus est imputable aux contacts et aux relations que les résidents de l'établissement groenlandais entretenaient grâce à la présence du port d'Herjolfsnæs. En outre, ces mêmes études ont permis d'établir que les coutures de ces pièces d'étoffe ont été conçues au moyen d'une « technologie hautement développée ».

#### Robes et tuniques

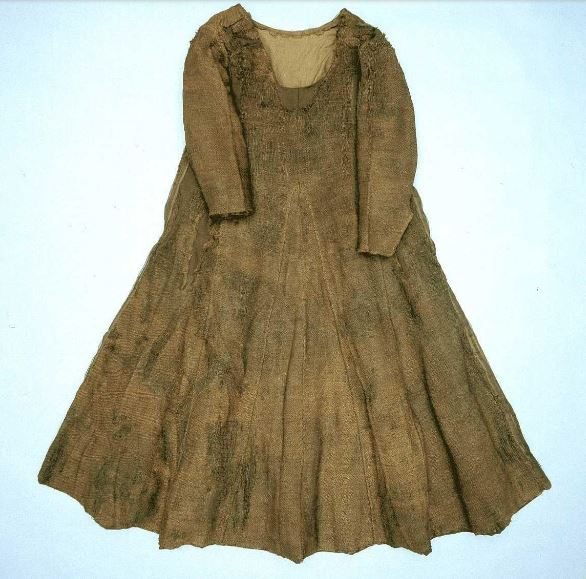
Robe médiévale découverte à Herjolsnæs. Pièce datée aux environs de 1400, conservée au musée national du Danemark.

L'une des robes a été mise en évidence sur le corps d'une défunte dont l'âge est évalué entre 30 et 40 ans». Cet artefact, bien qu'ayant été plusieurs fois reprisée et restaurée, est l'une mieux conservées du mobilier vestimentaire recueilli dans la nécropole d'Herjolsnæs. Le vêtement est daté de 1434. L'étoffe utilisée pour la conception de la robe est un vaðmál, un tissu filé à partir de laine mouton ». Le tissu présente des points sergés « 2 sur 2 ». La robe, composée de fibres teintes et de fibres aux couleurs naturelles, affecte plusieurs nuances de marron et de brun. Le vêtement, un assemblage de quatre pièces, mesure environ 123 cm de long. La partie dorsale du vêtement (121 cm de long) est sensiblement plus courte que la partie ventrale et le côté droit mesure 4 cm de plus que son côté gauche. De même, la manche droite mesure 30 cm, tandis que la manche gauche fait 27 cm de long. Ces particularités ne sont probablement pas dues à une négligence de la part de l'artisan mais relèveraient plutôt d'un style de couture « sophistiquée ». La pièce de tissu recouvrant la taille et les jambes possède une longueur de 82 cm. L'encolure présente une forme arrondie et remonte sur le cou jusqu'à une hauteur de  4,5 cm. Son ouverture fait 59 cm de périmètre. La robe est munie de goussets au niveau des aisselles et dispose d'attaches entre les pièces frontale et dorsale du buste. Elle est ornée de panels en forme de pointe à l'arrière de la taille et à l'encolure.

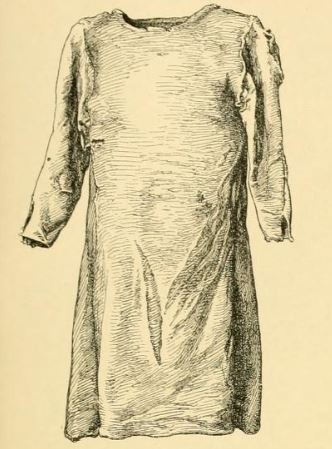
Robe médiévale mis en évidence à Herjolfnses.

Le mobilier funéraire comprend une robe à col fermé et à boutonnière. À l'origine, la parure vestimentaire devait être de couleur noire et portant des décorations textiles a été réemployé pour servir de suaire et peut-être pour une autre personne que celle à qui la robe avait appartenu. La pièce textile a fait l'objet de teintures à l'aide de tanin, de garance, et d'un pigment rougeâtre pour la boutonnière. Le tissu, de type vaðmál, est fabriqué en laine de mouton et sa trame présente des points sergés 2 x 2. La boutonnière, placée sur la partie antérieure, part de la moitié du buste pour remonter jusqu'au haut du cou. Les boutons sont au nombre de huit, le bouton le plus haut fermant le col de la robe et les quinze autres, disposés à des intervalles de 1,5 à 1,8 cm, s'étalent sur une longueur de 26,5 cm. Aucun bouton n'a été retrouvé lors de la mise au jour de la robe. Chaque bouton, probablement conçu avec le même matériau que le reste de la robe, devait mesurer un à 1,2 cm de diamètre. Les trous destinés à l'insertion des boutons mesurent 1,5 cm de long. La jupe est constituée d'un assemblage de huit pièces de tissu affectée d'une forme triangulaire. Compte tenu de la longueur des manches, P. Nørlund a émis l'hypothèse que cette tunique, une sorte d'houppelande, aurait appartenu à un homme.
Une autre tunique, relativement bien conservée grâce au pergélisol recouvrant les strates du site, se présente la forme d'une robe à manches longues et munies de boutonnières. Le vêtement est composé de quatre pièces de tissu : la première constituant la partie ventrale, la seconde la partie postérieure et les deux autres recouvrant chaque côté. Les dimensions de la tunique, plutôt courtes, indiquent qu'elle aurait probablement appartenu à un homme. Toutefois, le corps du défunt étant proportionnellement plus petit que la parure, il est possible que ce dernier n'en soit pas le propriétaire d'origine. La jupe est pourvue de douze larges franges de forme triangulaires. Deux sont disposées sur la partie antérieure, deux autres sur partie postérieure, et huit réparties sur chacun des côtés. Le haut des manches est adjoint de goussets. Leurs boutonnières comportent chacune 16 boutons de 10 à 12 mm de diamètre. Les trous destinés aux boutons mesurent entre 7 et 10 mm. Ce sont des fentes horizontales espacées de 1,5 cm les unes des autres. La tunique, initialement de couleur noire, s'est décolorée dans les tons brun foncé. Le style de la tunique, en particulier ces manches longues à boutonnière, est le même que celui des parures habillant les classes supérieures de l'Europe basse-moyenâgeuse.
Une robe datée du premier quart du XVe siècle, est pourvue d'un profond col en V et de panel froncés cousus sur le buste. L'étoffe est conçue avec un tissu de laine local sergé et pourrait être une reproduction d'une robe portée par une femme venue d'Angleterre ou de Norvège.

#### Chapeaux, capuchon et bas de chausse
Le gisement vestimentaire collecté durant les travaux d'excavation de 1921 compte cinq couvres-chef, dont un chapeau « bourguignon ». Ce couvre-chef est confectionné en toile et au tissage d'armure composé de points 2 x 2. La pièce affecte la forme d'un cône tronqué et mesure 25 à 30 cm de haut. La partie inférieure fait 19 cm de hauteur et elle pourvue de goussets mesurant 13 × 13 cm. Une bande de toile de 7 cm de large sépare l'arrière de la coiffe. La calotte du chapeau est adjointe de deux panels de tissu en toile armurés de points 2 x 2. À l'origine, la pièce vestimentaire présentait des teintes noires nuancées de brun foncé et entrelacées couleurs claires. Sur la base des représentations (essentiellement les tableaux) ce type de chapeau apparaît en Europe au cours du XVe siècle, voire à partir de 1475. D'autre part, cinq datations au 14C — valeurs calibrées médianes 1204, 1278, 1292, 1301 et 1304 — réalisées sur cinq échantillons provenant de différentes parties du chapeau — respectivement la calotte, la partie supérieure, la partie inférieure et le corps — ont permis d'attester que le couvre-chef bourguignon a été confectionné durant le XIIIe siècle,. En l'état, pour les chercheurs ayant analysé l'artefact en toile, il est très probable que la couvre-chef soit une « création groenlandaise », et dont le style serait inspiré par du faldur, un type de chapeau islandais. Un deuxième chapeau de ce type a été mis en évidence au sein d'une autre sépulture d'Herjolfsnæs. Cependant, en raison de son important état de dégradation, l'artefact n'a pas pu faire l'objet d'études approfondies.
Un capuchon pour enfant, recueilli à l'est de l'église, est pourvu d'une pointe triangulaire identique à celle d'une capuche visible sur le portail ouest de la cathédrale de Chartres. L'étoffe, datée du XIIe siècle, est vêtement de couleur brune et à l'armure quadrillée en points 4/4.
Les bas de chausse sont constitués de trois pièces de tissus (jambière, semelle et talon). Ils sont pourvus d'une semelle cousue dont l'extrémité présente une forme pointue,. Ces types de bas de chausses sont similaires à ceux habillant les classes moyennes d'Angleterre, du Danemark et de France au cours du XIVe siècle. La pièce principale de ces chausses affecte la forme d'un losange irrégulier. Deux pointes, encadrant un triangle, sont découpées à son extrémité inférieure. La partie triangulaire est cousue à la semelle, tandis que les deux pointes se trouvent raccordées au talon. L'un de ces habits est teinté d'une couleur brun-clair et la trame de son tissu, fabriqué en laine, est sergé de points 4/4.

### Autres artefacts

#### Artefacts en stéatite
Les vestiges d'Herjolfsnæs ont délivré un total de 45 objets confectionnés en stéatite. L'un de ces artefacts présente à sa surface la gravure d'un marteau de Thor. Un artefact portant une gravure identique a été mis au jour sur le site Ø 69 (Brattalhid). Ce type de marque est caractéristique d'une tradition religieuse nordique païenne. Une pièce en stéatite retrouvée dans la partie nord de la nécropole affecte la forme d'une boule aplatie munie d'une tige mesurant 1,8 cm. Un fragment d'objet fabriqué en stéatite, peut-être un jouet a été mis en évidence dans la zone ouest du cimetière. L'objet présente une forme circulaire et mesure 6 cm de diamètre.
Dans l'aire de fouilles entourant le hangar à bateau, les investigations de 2001 ont permis de collecter neuf pièces conçues dans ce type de matériaux. Certains sont d'époque nordique et d'autres sont d'époque thuléenne, telle qu'une lampe à huile miniature de 5,5 cm de long, sur 2,8 cm et 1,7 cm d'épaisseur.

#### Artefacts d'importation
Le site Ø 111 a révélé plusieurs objets d'importation datant du bas Moyen Âge, dont un tube fait en bronze et présentant des extrémités cassées. Cet artefact pourrait être la poignée d'un récipient, ou, plus généralement, d'une pièce de vaissellerie.
Le cylindre en bronze, lors de sa découverte, dans la zone nord de la nécropole, était associé à trois perles fabriquées en verre, un bouton également fait en verre, un fragment de meule à grains et une croix fabriquée en jais. La croix en jais, compte tenu de sa conception et la nature de la roche, est très probablement issue d'un atelier français, germanique ou d'établissement artisanal du Yorkshire.
Le site a fourni onze pierres à aiguiser provenant de Scandinavie.
Un fragment de céramique fine d'origine rhénane et mesurant 3 mm d'épaisseur vient compléter le mobilier d'importation mis au jour sur le site Ø 111.

#### Perles inuites
Trois perles ont été retrouvées à proximité du hangar à bateau. La première, de couleur rouge, est datée entre 1675 et 1750. Elle mesure 5 mm de diamètre. La deuxième est conçue en ivoire. Elle présente un diamètre de 10 mm et sa conception est estimée entre 1650 et 1725. Enfin, la troisième perle, fabriquée en corail, mesure 3 mm de diamètre. La confection de l'artefact est évaluée entre 1650 et 1900.